# Beaurains-lès-Noyon
 Beaurains-lès-Noyon  là một xã thuộc tỉnh Oise trong vùng Hauts-de-France phía bắc Pháp. Xã này nằm ở khu vực có độ cao trung bình 79 mét trên mực nước biển.